# Lijst van graven van Bergen
Dit is een lijst van de graven van Bergen in Henegouwen.
| Naam        | Periode     | Opmerkingen |
| ----------- | ----------- | ----------- |
| Godfried I  | 957 - 964   |             |
| Richerus    | 965 - 973   |             |
| Reinout     | 973         |             |
| Godfried II | 976 - 998   |             |
| Reinier IV  | 998 - 1013  |             |
| Reinier V   | 1013 - 1039 |             |
| Herman      | 1039 - 1051 |             |
| Richilde    | 1051 - 1086 | *           |

* In 1071 ging het graafschap Bergen op in het nieuwe gevormde (gerefeodeerde) graafschap Henegouwen.